# Pietro Peregrossi
Pietro Peregrossi (* Oktober 1220 in Mailand; † 1. August 1295 in Anagni) war ein Kardinal der katholischen Kirche und gehörte zur römischen Kurie.
Peregrossi studierte an den Universitäten Bologna und Orleans. 1273 wurde er Kanoniker in Notre Dame in Paris. Unter den Päpsten Johannes XXI., Nikolaus III., Martin IV. und Honorius IV. war er Vizekanzler. Papst Nikolaus IV. erhob Peregrossi im Konsistorium vom 12. Mai 1288 zum Kardinal und wies ihm als Kardinaldiakon die Titeldiakonie San Giorgio in Velabro zu. 1289 optierte Peregrossi nach seiner Priesterweihe auf die Titelkirche San Marco, deren Kardinalpriester er bis zu seinem Tode blieb.
Pietro Peregrossi wurde bestattet in der römischen Kirche Santa Maria in Aracoeli.